# Swatch
Die Swatch AG mit Sitz in Biel/Bienne ist eine 100-prozentige Tochtergesellschaft des Schweizer Uhrenkonzerns The Swatch Group AG; zugleich ist Swatch (ein Kofferwort aus ‹Second› und ‹Watch›) der Markenname der gleichnamigen Uhr.

## Geschichte

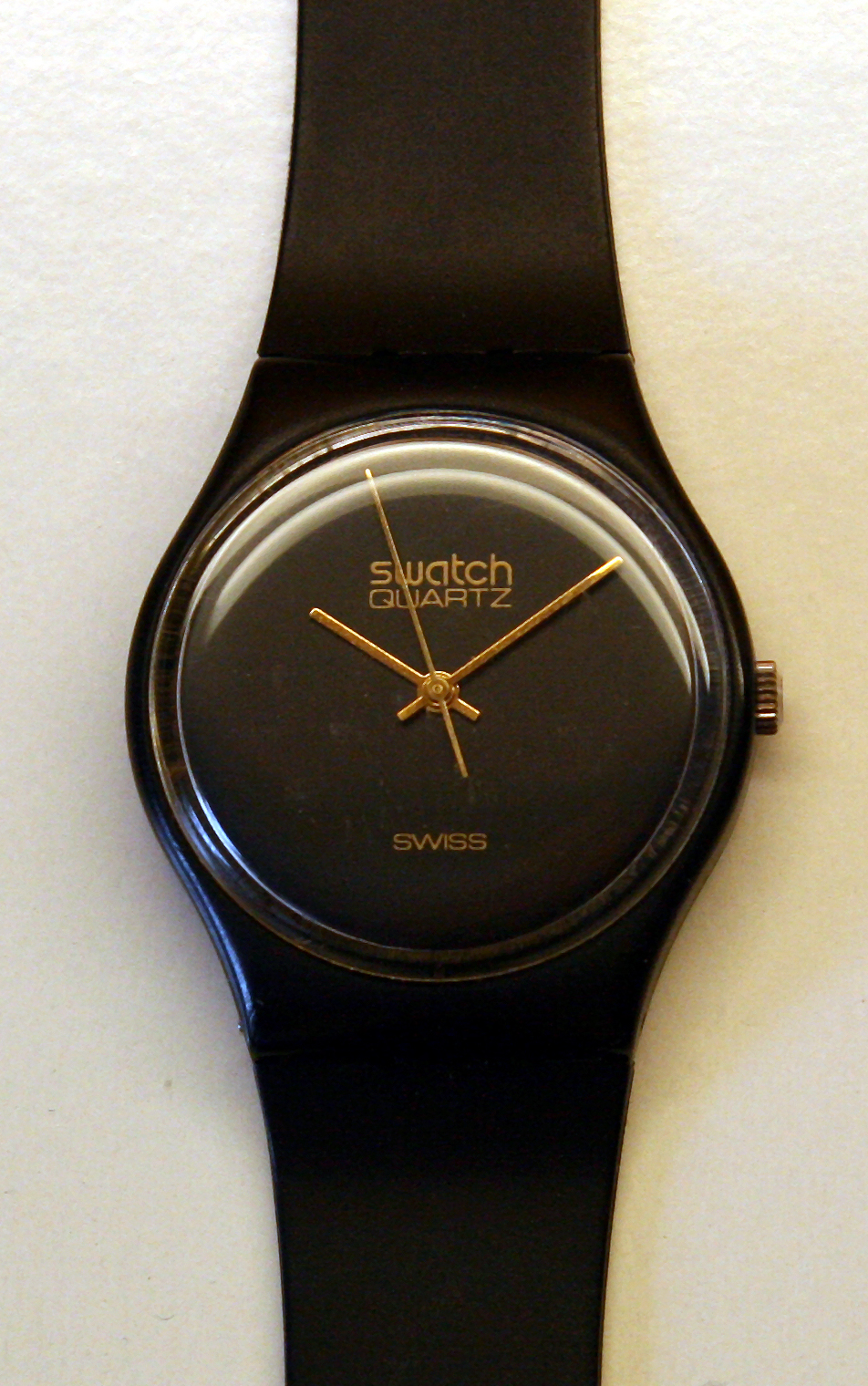
Swatch GB 101, aus der ersten Serie 1983, erkennbar am Aufdruck QUARTZ

Als Vater der Swatch gilt Nicolas G. Hayek (1928–2010). Es waren aber die zwei jungen Ingenieure Elmar Mock und Jacques Müller, die im Mai 1980 ihrem damaligen Chef Ernst Thomke beim Grenchner Uhrwerkfabrikanten ETA, mit Unterstützung des Marketingberaters Franz Sprecher, die Pläne zur Ur-Swatch skizzierten, um die schwächelnde Schweizer Uhrenindustrie gegen die fernöstliche Konkurrenz zu stärken. Die Swatch wurde am 1. März 1983 in Zürich lanciert.
Technologisch begann die Geschichte der Swatch bereits 1978, und zwar mit der Entwicklung der flachsten Uhr der Welt mit dem Namen Delirium. Denn erst die für diese Uhr entwickelte vollintegrierte Produktionstechnologie ermöglichte die Produktion der Swatch.
Die Marke Swatch hat die Uhrenindustrie nachhaltig verändert und massgeblich zur Rettung der Schweizer Uhrenindustrie beigetragen. Viele Nachahmerprodukte wurden zeitweise erfolgreich, z. B. stellte Mondaine bereits am 24. Februar 1983, eine Woche vor Swatch, die M-Watch vor, die mit 38 Franken 12 Franken billiger als die Swatch von ETA/SMH war und leiser tickte.
Ab 1984, unter der Ägide von Nicolas Hayek, wurde die einfache Plastikuhr weltweit erfolgreich vermarktet. Die Einführung der neuen Marke hatte Anfang der 1980er Jahre neben der gleichzeitig durchgeführten Neustrukturierung der Schweizer Uhrenkonzerne einen grossen Anteil daran, dass die Schweizer Uhrenindustrie wieder die Weltmarktführerschaft erringen konnte. 1987 stiess Peter Petersen als CFO zu Swatch, die er kurz darauf als CEO übernahm und bis 1998 leitete. Er verhalf der Marke Swatch in den 1990er Jahren zu ihrem heutigen Bekanntheitsgrad.

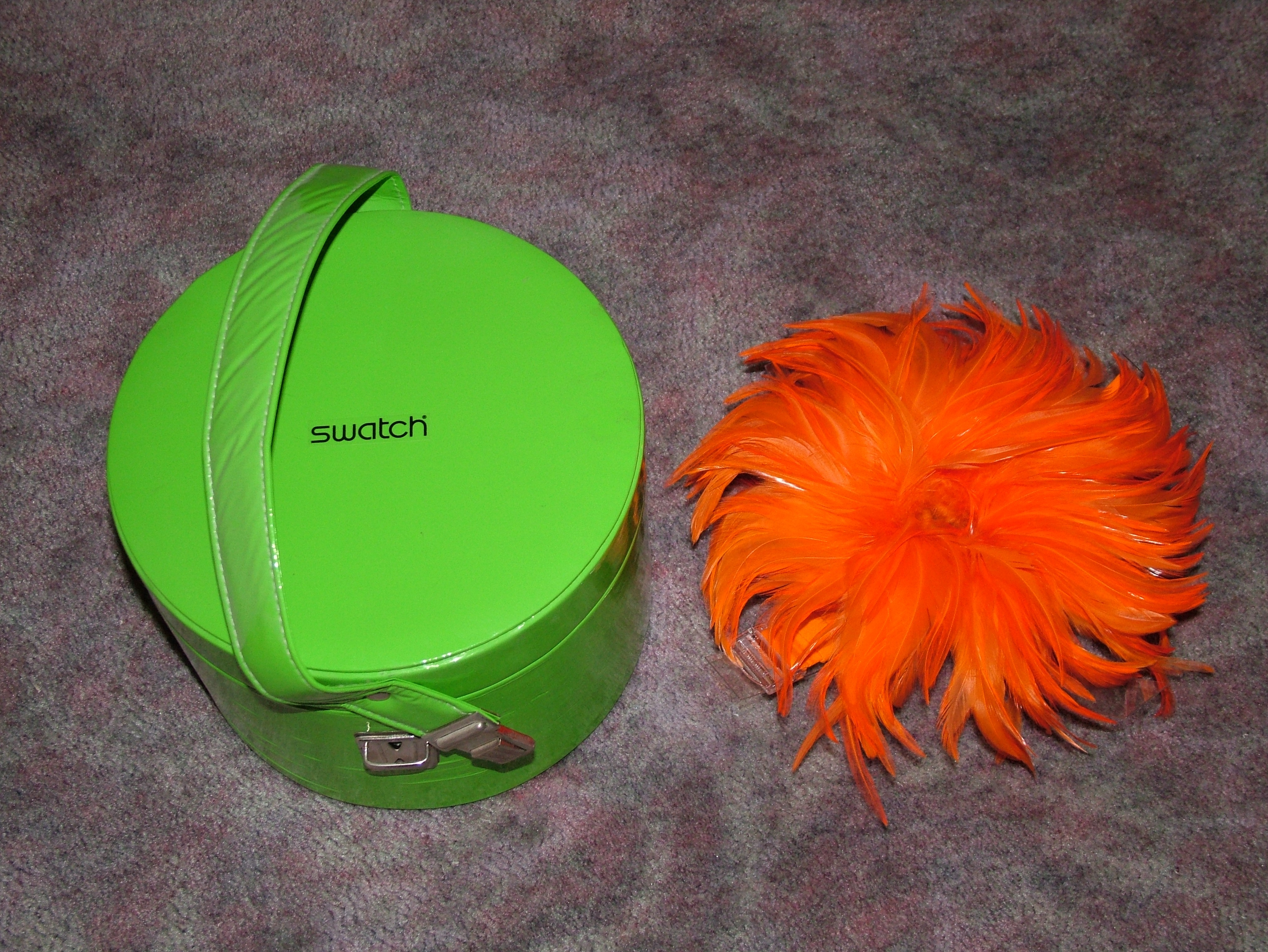
Swatch-Uhr Feathers mit Sonderverpackung. (Rudolph Moshammer designte zu dieser Uhr eigens zwei Outfits für den längsten Laufsteg der Welt in Berlin) aus dem Jahr 1997

### Produktionszahlen
Die folgende Liste ergibt einen Überblick über die Entwicklung der Fertigungszahlen von Swatch:
- 1983: Die Lancierung von Swatch wird in Zürich angekündigt
- 1984: 1'000'000 Swatch-Uhren produziert
- 1984: 3,5 Millionen Swatch-Uhren
- 1985: 10-millionste Swatch
- 1986: Der Preis einer Swatch-Uhr betrug 65,00 DM oder sFr 50.– (33,24 Euro) (UVP)
- 1988: 55-millionste Swatch
- 1992: 100-millionste Swatch
- 1996: 200-millionste Swatch
- 1998: 250-millionste Swatch
- 2006: 333 Millionen Swatch-Uhren

### Veranstaltungen
Im Jahr 1992 wurde die hundertmillionste Swatch-Uhr produziert. Zu diesem Anlass lud der Schweizer Konzern den französischen Musiker Jean Michel Jarre im September desselben Jahres nach Zermatt ein, wo er eine Lasershow vor dem Matterhorn vorführte.
Im Jahr 2006 feierte Swatch die Produktion der 333-millionsten Swatch. Anlässlich der Feier mit dem Namen Splashtival, die am 1. Juni in Lugano stattfand, lancierte Swatch die neue Produktelinie Jelly in Jelly. Des Weiteren kreierte die Blue Man Group aus New York live auf der Bühne die Vorlage für eine später in limitierter Auflage produzierte Jelly in Jelly Artist Special. Das Splashtival, welches auf einer grossen Bühne auf der Piazza della Riforma stattfand, wurde moderiert von Michelle Hunziker und fand seinen Abschluss in einer Lasershow und einem Feuerwerk auf dem Luganersee.

## Produkte

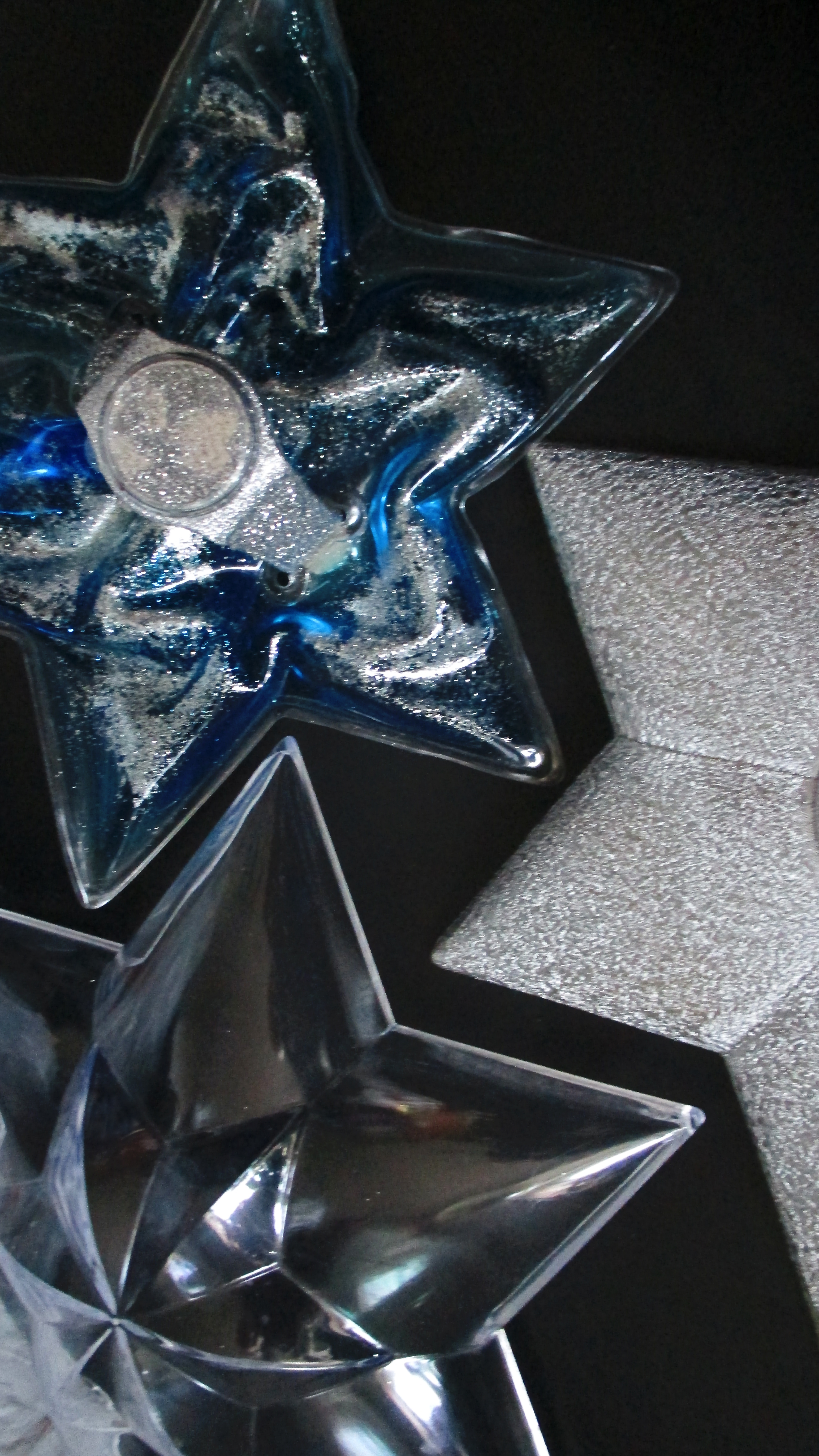
Swatch Uhr – Silver Star – mit Verpackung

Das Unternehmen ist bekannt für seine bunten Plastikuhren, die in halbjährlich wechselnden Kollektionen erscheinen. Es gibt sie in verschiedenen Grössen, von der Armband- bis zur Wanduhr, und mit verschiedenen Funktionen (z. B. Access). Swatch stellt neben den Billiguhren auch edlere Modelle mit Metallgehäusen und -armbändern (Linie Irony), Lederarmbändern und/oder Zusatzfunktionen (z. B. Chronographen) her. Es existiert ein Sammlermarkt für diese Uhren. In unregelmässigen Abständen gibt es limitierte Sondereditionen, auch in höherwertiger Bauweise, z. B. mit Platingehäuse, mechanischem Uhrwerk oder mit Diamantlünette. Auch gibt es die Retrograde oder die flache und zierliche Skin.

### SwatchTouchundPay
Erstmals wurde 2011 mit dem Modell Digital Touch eine Armbanduhr der Swatch-Uhrengruppe mit reiner Digitalanzeige eingeführt. Alle wichtigen Komponenten einschliesslich der LCD-Digitalanzeige in zwanzig unterschiedlichen Farben werden von den Tochterfirmen der Gruppe hergestellt, insbesondere von EM Microelectronic. Der Name dieses Modells leitet sich von der zur Bedienung verwendeten Touchscreen-Technologie ab. Eine Variante nennt sich Digital Touch Zero One. Integriert sind Fitnessfunktionen, welche beispielsweise beim Beachvolleyball-Spiel nützlich sein können. Im Juli 2017 wurde die Swatch Pay (Eigenschreibweise: SwatchPAY!) als zweite Generation einer Swatch-Uhr mit Bezahlfunktion in Shanghai, China, lanciert. Diese Uhr mit integrierter Bezahlfunktion wurde in Partnerschaft mit elf chinesischen Banken ab Mitte 2017 in China verkauft. Dabei wird auf standardisierte drahtlose Übertragung vom Typ Near Field Communication (NFC) gesetzt. Als Vorteil gegenüber andern Smartwatches wie der Apple Watch gilt die Unabhängigkeit von einem Handy und der geringe Stromverbrauch einer normalen Quarz-Armbanduhr. Anders als bei der früheren Swatch Bellamy der ersten Generation kann die Swatch Pay bereits am Verkaufsstandort über eine Cloud-Computing-Lösung mit Verbindung zur Bank für die Bezahlfunktion aktiviert werden. Im Januar 2019 wurde Swatch Pay mit den Partnern Giesecke+Devrient und  Mastercard auch in der Schweiz lanciert. Zum Start waren die Partnerbanken Cembra Money Bank, Cornèr Bank, Credit Suisse, Swiss Bankers, Swisscard (Joint Venture von Credit Suisse und American Express), UBS und Viseca sowie ab Februar boon by Wirecard mit dabei.

### Mechanische Automatikuhrsistem51
Als Ergänzung zu den bisherigen Swatch-Quarzarmbanduhren wurde 2014 eine komplett neuentwickelte, rein mechanische Automatikuhr herausgebracht. Sie besteht aus nur 51 Teilen und wird auf einer automatisierten Fertigungslinie in Boncourt hergestellt. Auch die Justierung der Zeitgenauigkeit wird mittels Laser maschinengesteuert vorgenommen. Im Gegensatz zu Roskopfuhrwerken mit Stiftankerhemmung handelt es sich um ein qualitativ hochwertiges Kaliber mit 17 Halbedelsteinlagern und einer Gangreserve von 90 Stunden im Ruhezustand.

### In Trendsportarten
Seit einigen Jahren engagiert sich Swatch für Trendsportarten wie Beachvolleyball, Snowboarding, speziell für die Ticket to Ride World Snowboard Tour, oder für das Freeskiing und lanciert passend zu diesen Sportarten regelmässig Uhren.
1995/1996 wurde das als elektronischer Skipass für Wintersportler entwickelte Prinzip der Access in die Swatch integriert (siehe Bild unten). Dabei erlaubt ein eingebauter Mikrochip, verschiedenste Informationen abzuspeichern (z. B. Zutrittskontrollen an Skiliften, Stadien etc., bargeldlose Zahlung oder interaktive «Spielereien»). Der integrierte Sensor-Ring (Antenne) sendet diese Infos an ein Leseterminal: z. B. Türöffner oder Abbuchungsgeräte. Nach «Erkennen» der Information setzt das Terminal die entsprechende Funktion in Gang (z. B. Öffnen des Liftdrehkreuzes oder Zahlungsvorgänge).

### Telefone, Pager, Brillen

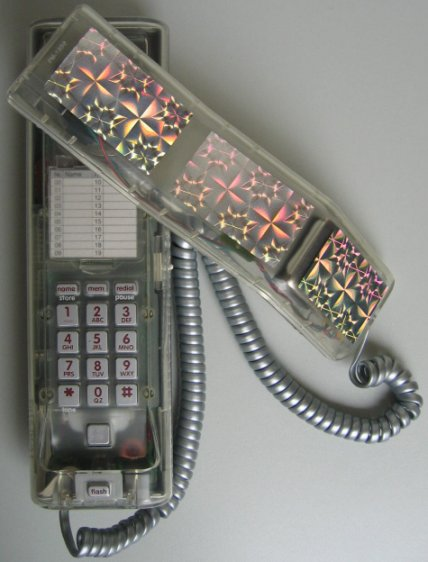
Swatch Twinphone, Sprechen mit Hörer und Ablageschale

Flik Flak

Versuche, einen Markentransfer auf andere Produkte zu etablieren, scheiterten meist bald. So gab es Swatch-Brillen, -Pager (Scall), -Telefone und -Anrufbeantworter, die allesamt wieder vom Markt verschwanden.

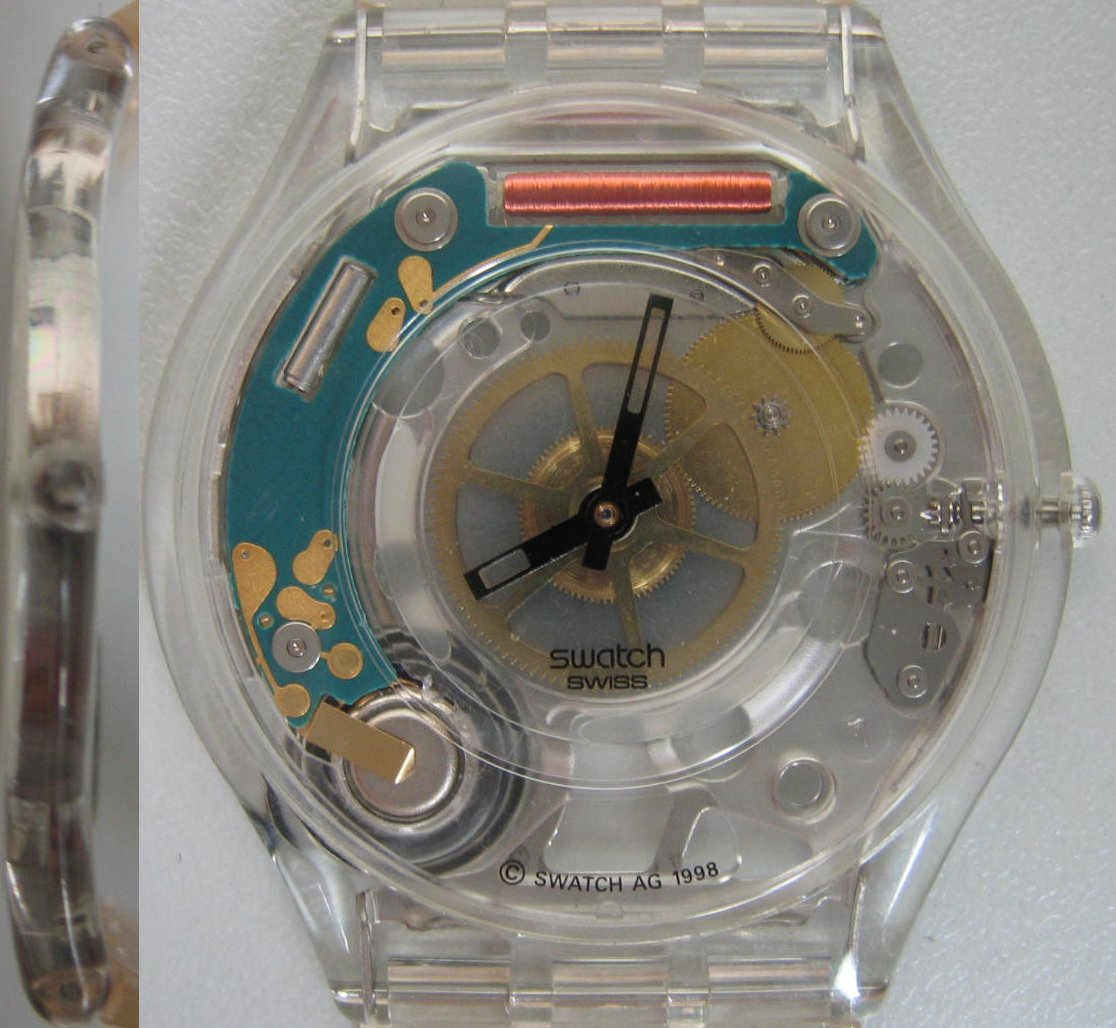
Swatch Skin SFK100 Jelly Skin
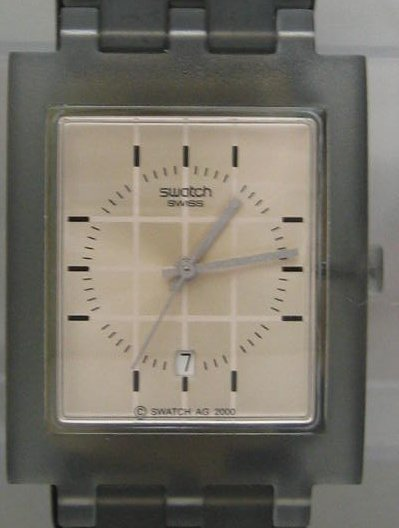
Swatch Square im Jahr 2000
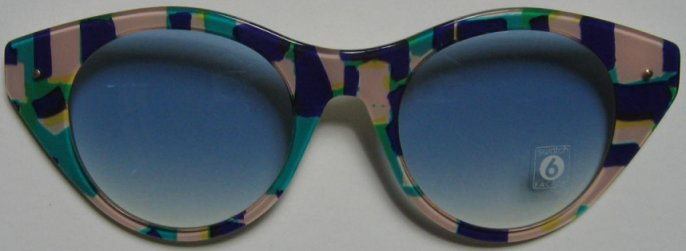
Swatch-Brillen gab es in verschiedenen Formen und Farben – Rio Mio aus dem Jahr 1991/1992

### Swatch Telecom
Eine gewisse Sonderstellung nahm Swatch Telecom ein. Die Produkte dieser Sparte konnten sich vergleichsweise lange halten. Das Twinphone – seit 1988/1989 am Markt – ermöglichte, dass mit einem Telefon zwei Personen gleichzeitig sprechen konnten. 1992 war es auch mit Anrufbeantworter (TwinTam) erhältlich.
Mit der Marktdurchdringung der schnurlosen Telefone erschien das Swatch Cordless I und II. Waren Telefon und Anrufbeantworter zuerst nur getrennt erhältlich, gab es in der zweiten Generation bereits integrierte Geräte. (Die dritte Generation wurde nicht mehr ausgeliefert.)
Ab 1991/1992 gab es den Pager in der Uhr – Swatch The Beep, anfangs nur als numerischen Empfänger, später als alphanumerische Version zur Übermittlung von Nummern und Textnachrichten. Durch den boomenden Handymarkt Mitte der 1990er Jahre wurde die eher eingeschränkte Funktion des Dienstes Scall so schnell überholt, dass die fertige Version des etwas kleineren Midi-Pagers nicht mehr eingeführt wurde. Auch der nicht in eine Uhr integrierte Pager von Swatch war nur kurz am Markt.

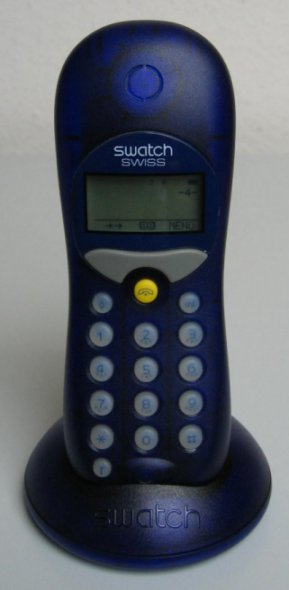
Swatch Cordless Handset
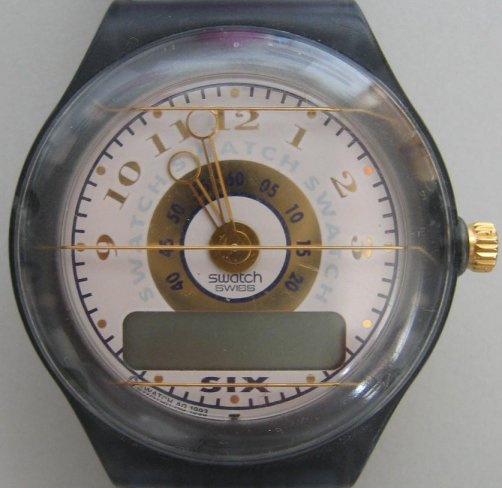
Swatch Pager
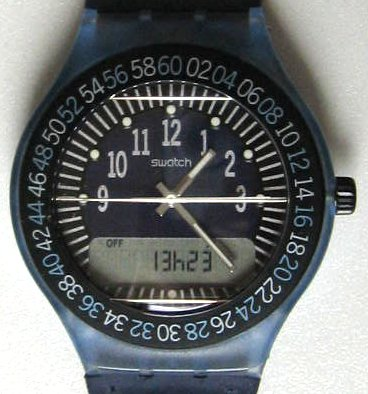
Swatch Midi Pager, funktionstüchtiges Modell

### Flik Flak
Flik Flak ist die Kindermarke von Swatch. Die ersten Uhren kamen 1987 auf den Markt. Mit dem bunten Design, den zwei Werbefiguren «Flik» (Minutenzeiger) und seiner kleinen Schwester «Flak» (Stundenzeiger), welche didaktisch das Uhrenlesen erleichtern sollen, wurde die Marke schnell zu einer erfolgreichen Produktlinie. Die anfangs in einfachem Cartoon-Stil gehaltenen Werbefiguren sind inzwischen immer moderneren Versionen gewichen. Die kindertaugliche Robustheit wird durch die Waschbarkeit bis 40 °C unterstrichen.

## Swatch-Mobil

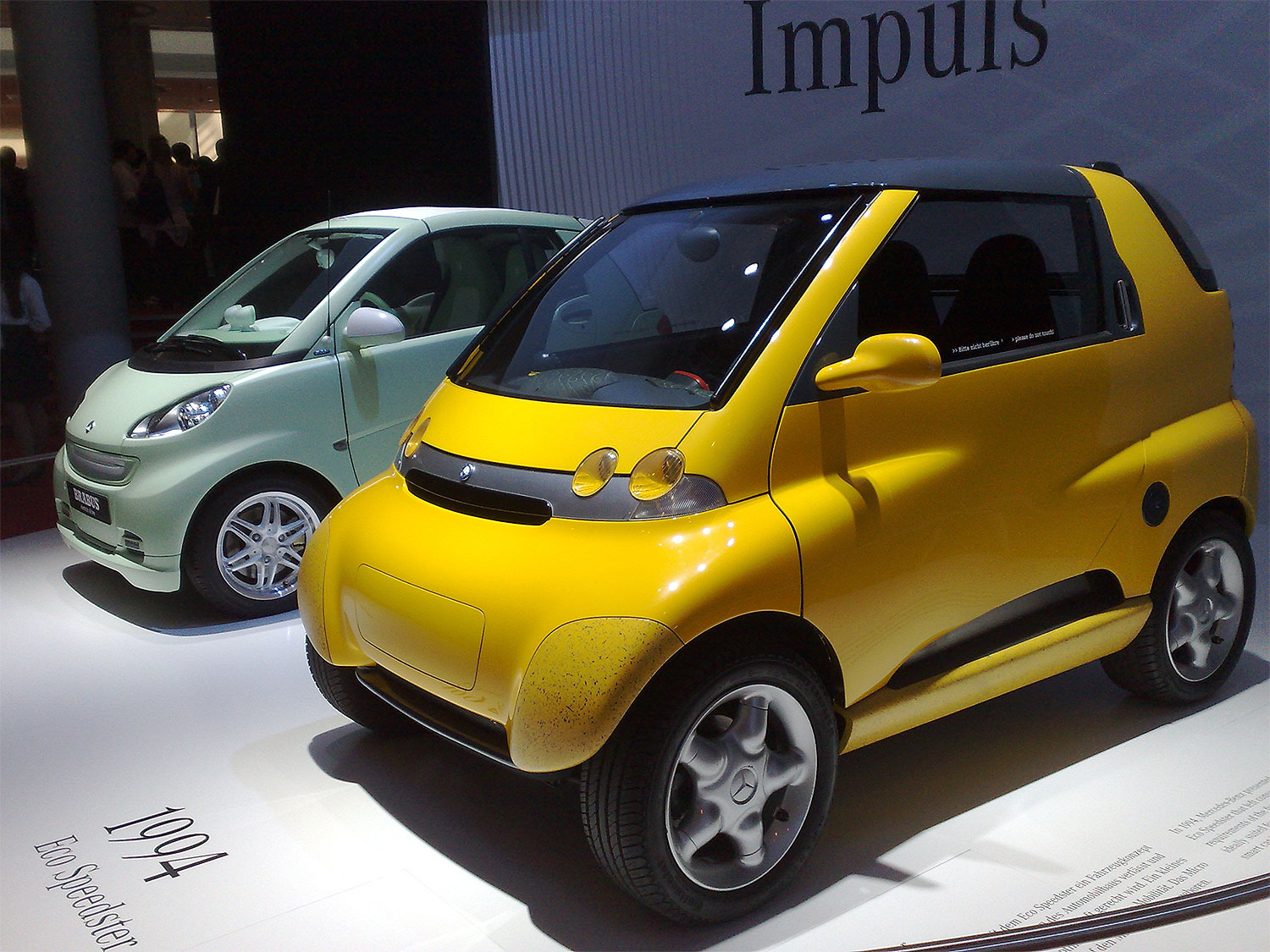
Eco Speedster (1994)

Nicolas Hayek erdachte das Konzept eines kleinen, leichten, zweisitzigen Stadtwagens, der mit umweltfreundlichem Elektro- oder Hybridantrieb ausgerüstet werden sollte. Als Partner für das Projekt versuchte er die Volkswagen AG zu gewinnen und gründete die Swatch-Autofirma SMH Volkswagen AG/SMH Automobile AG. Nach Differenzen und der teilweisen Übernahme im März 1994 durch die Daimler AG wurde die Firma in MCC (Micro Compact Car) GmbH umgewandelt und in die damalige Mercedes Car Group (MCG) eingegliedert.
Das Projekt eines zweisitzigen Stadtautos wurde zwar als Smart Fortwo vom Mercedeskonzern unter der Automarke Smart realisiert, aber nicht in der Form mit Elektro- und Hybridantrieb, wie es Hayek ursprünglich geplant hatte.
Massgebliche Entwickler des Swatch-Mobiles verliessen MCC und gründeten 1996 die Cree AG. Sie entwickelten das zweisitzige, dreirädrige Elektroleichtfahrzeug Sam Cree, welches in weiterentwickelter Form bis 2014 in Polen produziert wurde.

## Club und Sammeln
Während der Hype der frühen 1990er Jahre um die Swatch-Uhren abgeebbt ist, findet sich immer noch eine Anzahl von Sammlern weltweit, von denen sich ein Teil im Swatch Club organisiert.
Begehrtestes Sammlerstück aus finanzieller Sicht ist das 1989 von Mimmo Paladino in einer Gesamtauflage von 140 Stück kreierte Swatch Art Special oigol ORO (GZ 113), welches in einer ersten Serie (nummeriert von 001 bis 100/100) an 99 namentlich bekannte Persönlichkeiten verteilt wurde. Auf der Auktion für Gegenwartskunst am 7. Dezember 1991 in der Galerie Rudolf Mangisch in Zürich erzielte ein Exemplar aus der zweiten Serie, die für den Künstler und Swatch bestimmt war (Nr. XXXII/XL), den Höchstpreis von CHF 56'000.

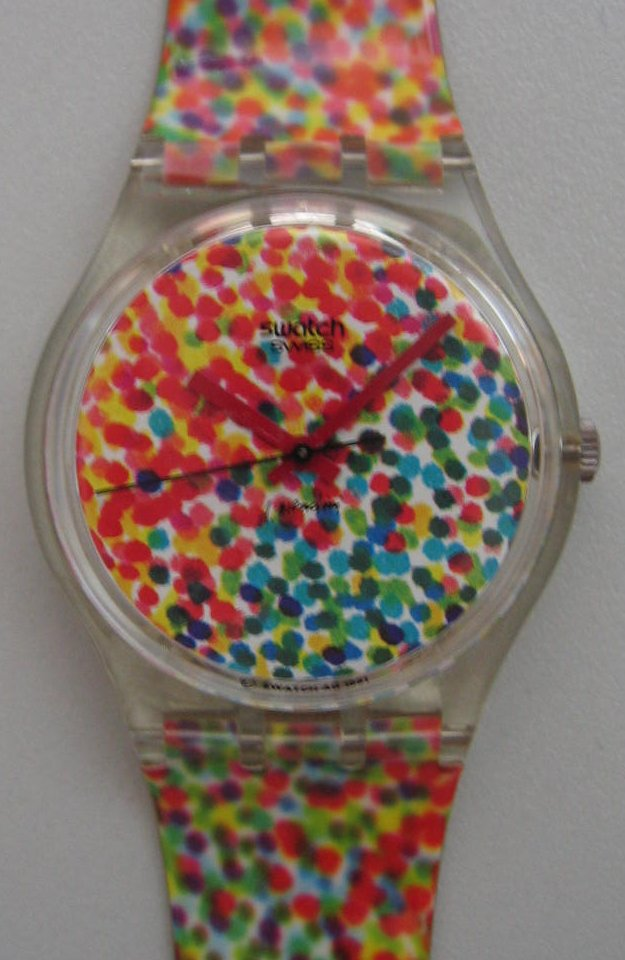
Swatch-Uhr GZ121 Lots of Dots, (1991), war das zweite Club-Special und wurde von Alessandro Mendini kreiert
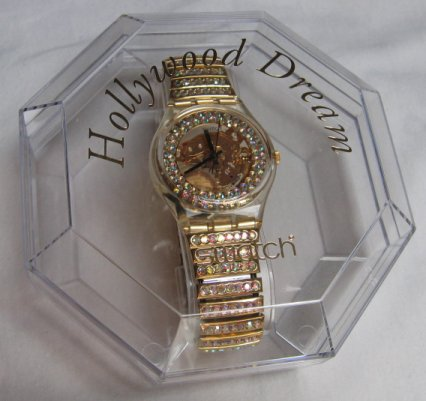
Swatch-Uhr GZ116 Hollywood Dream: X-Mas Special aus dem Jahr 1990, Auflage: 9999
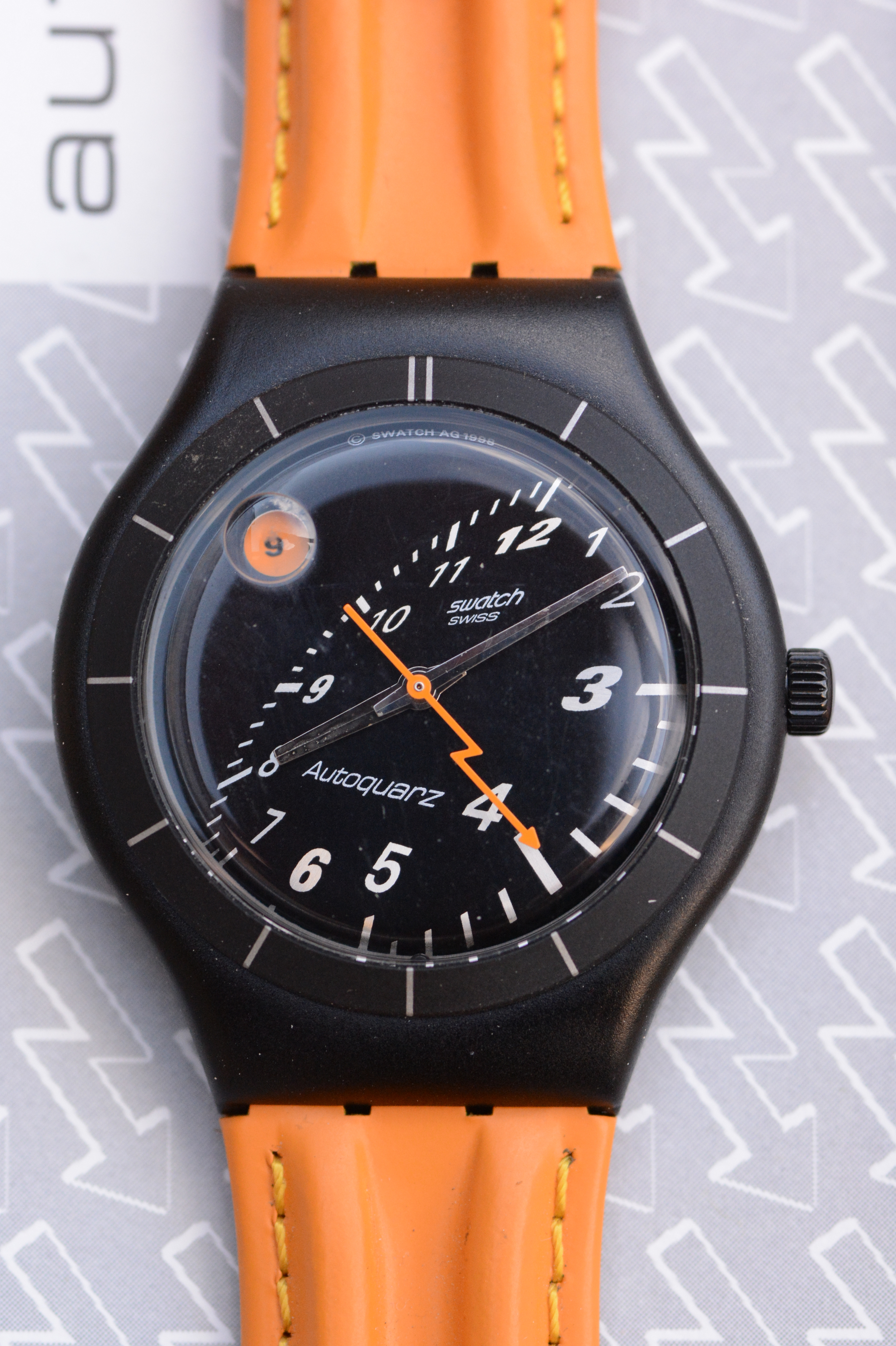
Swatch Swiss Autoquarz, 1998: Autoquarz verwendet das von Seiko entwickelte Automatic Generating System, später als Kinetic bezeichnet (Aufladung der Batterie durch Bewegung).

## Swatch Museum

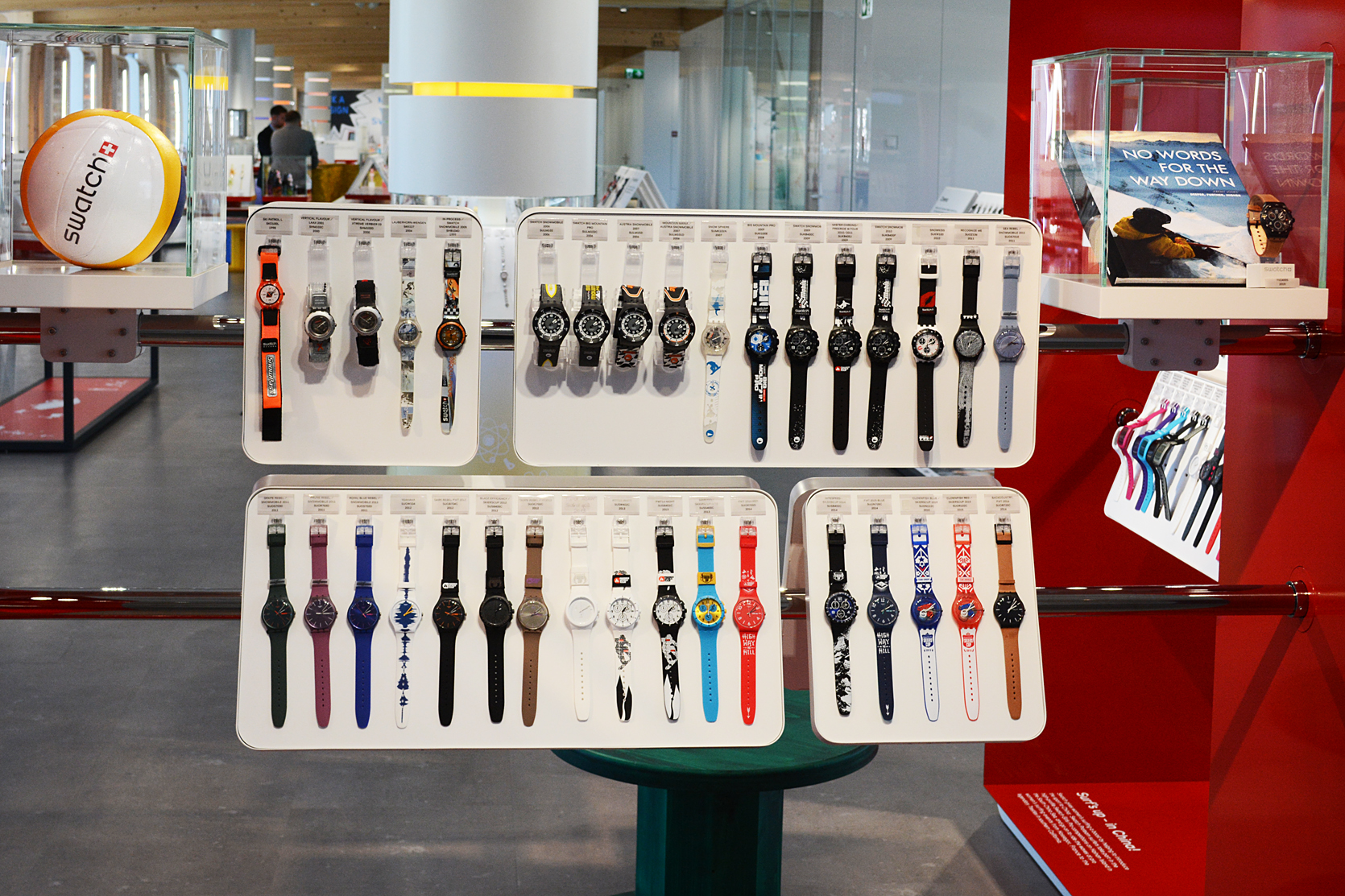
Teilansicht der Uhrenkollektion im Swatch Museum Biel

Ein Bild der umfangreichen Swatch-Kollektion mit ca. 6500 ausgestellten Uhren finden Sammler im Swatch Museum Biel, das im Juni 2019 auf dem Swatch Omega Campus eröffnet wurde. Das Museum befindet sich im Neubau Cité du Temps von Architekt Shigeru Ban, in dem ab Juli 2019 auch das Omega Museum integriert ist.

## Zeitleiste der Swatch-Uhren
Aktuelle Uhrlinien sind in der Tabelle grün hervorgehoben.

Viele Uhrlinien auch als Irony-Version mit Metallgehäuse und ggf. auch mit Metall-Armband. Irony-Uhren können aus verschiedenen Metallen wie Aluminium, Stahl oder sogar Platin hergestellt sein.
| von  | bis   | Linie & Familie                | Anmerkung | Beispiel |
| ---- | ----- | ------------------------------ | --- | -------- |
| 1981 | 1982  |                                | Entwicklung verschiedener erster Prototypen, welche zur finalen Form führte. Kamen nicht in den Handel. |          |
| 1983 | heute | Original Gent                  | Quarz-Uhren, ab 1984 hat jede Uhr, neben der Referenznummer, ihren eigenen Namen. Die Gent hat sich als Unisex-Uhr durchgesetzt, obwohl sie als Gent (Herren) gilt. 33 mm grosser Durchmesser. Seit 1990 erscheinen jährlich ein Sondermodell der «Collectors Club Watch» sowie teils zu besonderen Anlässen von Künstlern entworfene limitierte «Swatch Specials». Ab 1996 auch als Swatch access mit Zugangsfunktion mittels RFID-Speicherchip (z. B. Snowpass). |          |
| 1983 | heute | Original Lady                  | Kleine Damenuhren mit Quarz-Werk. 25 mm grosser Durchmesser. Ab dem Modelljahr 1996 auch «Irony-Lady»-Modelle aus Metall erhältlich. |          |
| 1986 | heute | Original Pop                   | Quarz-Uhren, welche sich in ein Gehäuse mit breitem Band, Kette und weiteren Accessoires einclipsen lassen. 39 oder 45 mm (New Pop) grosser Durchmesser. Einige Zeit auch als Midi Pop Swatch mit kleinerem 32-mm-Durchmesser. Kam ab 1986 mit optionalem Recco-Reflectorarmband. |          |
| 1986 | heute | Maxi Swatch                    | Grosse Wanduhr von Swatch. Länge 2,10 m. |          |
| 1990 | heute | Original Scuba                 | Quarz-Uhren mit Drehlünette, Plastik oder Metallmodelle «Irony Scuba» mit verschiedensten Armband-Materialien. Durchmesser von 38 mm, 44 mm bei Scuba-Libre-Modellen und wasserdicht bis 20 bar. Ab 1997 auch als Swatch Scuba 200 access mit Zugangsfunktion mittels RFID-Speicherchip (z. B. Snowpass). |          |
| 1990 | heute | Original Chrono                | Von 2009 bis 2011 auch Linie «Irony Chrono Automatic». Ab 2015 auch Linie «XLITE». |          |
| 1992 | 1994  | Stop Swatch                    | Quarz-Uhren mit Stoppfunktion. Über die Krone wird die Stoppfunktion aktiviert. Grösse einer normalen Gent. |          |
| 1991 | 1997  | Original Gent Automatic        | Uhren als «Automatic» mit mechanischen ETA-Automatikwerken erhältlich gewesen. 38 mm grosser Durchmesser und durchsichtige Rückseite. Die aktuelle Automatik-Linie von Swatch ist die «sistem51». Grösse einer normalen Gent. |          |
| 1991 | 1996  | Swatch telecom beep            | Analoge Quarz-Uhren mit zusätzlich kleiner Digitalanzeige. Diese Anzeige diente der Pager-Funktion, um (alpha)numerische Nachrichten zu empfangen (u. a. mittels Funkrufstandard Cityruf, später auch Scall). 1991: Swatch Pager, 1993: Swatch BeepUp Tone, 1993: Swatch BeepUp Numeric, 1994 & 1995: Swatch theBeep Numeric (Scall), 1996: Swatch theBeep Alphanumeric (Scall)                                                                                    |          |
| 1993 | 1998  | Original Gent Musicall         | Quarz-Uhren als «Musicall» mit zusätzlicher Weckfunktion. Über die Krone konnte mittels Tastendruck die einstellbare Weckzeit an- bzw. ausgestellt werden. Grösse einer normalen Gent. |          |
| 1995 | 1997  | Original Gent Solar            | Quarz-Uhren als «Solar» mit zusätzlicher Solarfunktion. Die Solarfläche befindet sich auf dem Ziffernblatt, welche die Energieversorgung unterstützt. Grösse einer normalen Gent. |          |
| 1997 | heute | Skin                           | Sehr flache Quarz-Uhren. 34 mm grosser Durchmesser bei Skin Classic. Auch als Skin Regular mit 37 mm Durchmesser. Skin beat mit Digitalanzeige. |          |
| 1998 | 2003  | Digital .Beat                  | Quarz-Uhren mit Digitalanzeige. Plastik oder Aluversionen. Viele Funktionen wie Alarm, Hintergrundbeleuchtung, Chronograph, Datum, Stoppfunktion, Timer, zweite Zeitzone, «Internet Time» u. v. a. m. |          |
| 2000 | 2013  | Skin .Beat                     | Sehr flache Quarz-Uhren mit Digitalanzeige. Wenn man das Display berührt, wird die «Internet Time» von Swatch angezeigt. |          |
| 2001 | 2005  | Original X-Large               | Quarzuhren, welche etwa 30 % grösser als die Standard-Gent-Modelle sind. Gehäusedurchmesser 45 mm. |          |
| 2001 | 2009  | Skin Chrono                    | Sehr flacher Chronograph mit Quarz-Werk und 37 mm Durchmesser. |          |
| 2002 | heute | Original Square                | Uhrmodelle mit viereckigen Gehäusen. Gehäusebreite 24 oder 29 mm. Ab dem Modelljahr 2007 auch Irony-Square-Modelle erhältlich. |          |
| 2002 | 2005  | Original Turnaround            | Uhren mit wendbarem Gehäuse, welche verschiedene Motive zeigt. Es wurde zu den Olympischen Spielen in Beijing im Jahr 2008 noch einmal ein Turnovermodell «Dragon Celebration Beijing 08» nur in Peking verkauft. |          |
| 2003 | 2004  | Original Touch                 | Analoge Uhren mit Touchfunktion, welche verschiedene Funktionen auslösen. Zufallsfunktion für Entscheidungen ist ein Beispiel. |          |
| 2004 | 2008  | Original Fun                   | Quarz-Uhren mit unterschiedlichen Funktionen, wie z. B. Tiefenmesser (40 m), Tauchganganzeige, Swatch snowpass u. v. a. m. |          |
| 2004 | 2004  | Digital Paparazzi              | Die ersten «Smart Watches» von Swatch waren vier Uhren der Paparazzi-Familie aus dem Jahre 2004, welche ein grosses Grafik-Display hatten und drahtlos Informationen über MSN Direct empfangen konnten. Nur war MSN Direct nur in den USA verfügbar und wurde von smarten Handys bald abgelöst, sodass dann dieser Service eingestellt wurde. Es blieb bei vier Uhrmodellen, mit vielen Funktionen einer modernen Digitaluhr.                                      |          |
| 2006 | 2010  | Original Jelly in Jelly        | Unisex-Quarz-Uhren, aussen vollständig aus Kunststoff (inkl. Krone und Batteriedeckel). 38 mm grosser Durchmesser. Teilweise mit Skipass-Funktion mittels eines kontaktlosen 125-kHz-RFID-Chips. |          |
| 2008 | heute | Original Chrono Plastic        | Neuauflage des Chronographen mit Plastikgehäuse. 42 mm grosser Durchmesser. |          |
| 2010 | heute | Original New Gent              | Quarz-Uhr mit 41 mm Durchmesser. Plastikgehäuse und Silikonband. |          |
| 2011 | heute | Digital Touch                  | Quarz-Uhren mit gewölbter touchsensitiver Digitalanzeige und sechs Funktionen. |          |
| 2013 | heute | Original sistem51              | Uhren mit Automatikwerk, Mechanik besteht nur aus 51 Teilen. Wird vollautomatisch von Robotern gefertigt. 90 Stunden Gangreserve. 42 mm grosser Durchmesser. |          |
| 2015 | heute | Digital Touch Zero One         | Quarz-Uhren mit gewölbter touchsensitiver Digitalanzeige. Sehr viele Sensor-Funktionen auch per Bluetooth über Swatch-App steuerbar. |          |
| 2016 | heute | Original Bellamy               | Quarz-Uhren mit kontaktlosem NFC-Payment. Es werden Debit- und Kreditkarten unterstützt. |          |
| 2017 | heute | Pay                            | Quarz-Uhren mit kontaktlosem NFC-Payment der zweiten Generation. Aktivierung im Swatch-Shop vorerst nur in China. |          |
| 2017 | heute | Skin Big                       | Sehr flache Quarz-Uhren mit etwas grösserem 40-mm-Gehäuse. |          |
| 2022 | heute | MoonSwatch                     | Elf Quarz-Uhren aus Biokeramik. In Kooperation mit Omega SA entstanden. Hommage an die Speedmaster Moonwatch. |          |
| 2023 | heute | Bioceramic Scuba Fifty Fathoms | Fünf Automatik-Uhren aus Biokeramik (ergänzt um zwei weitere im 2024). In Kooperation mit Blancpain entstanden. Hommage an die Fifty Fathoms. |          |

Stand September 2023